# Kwamena Ahwoi
Kwamena Ahwoi (* 1951) ist ein Politiker in Ghana. Unter Präsident Jerry Rawlings war Ahwoi Minister für Lokale Verwaltung und Stadtentwicklung (Minister for Local Government and Rural Development). Im Jahr 1997 hatte er in der Regierung der Partei von Rawlings, dem National Democratic Congress (NDC) mit dem Posten des Außenministers die zweithöchste Position der Regierung inne. Er gründete das Ministerium für regionale Integration (Ministry of Regional Integration).
Ahwoi studierte Rechtswissenschaften mit dem Rhodes-Stipendium an der University of Oxford in Großbritannien.
Zurzeit ist Ahwoi Dozent am Ghana Institute of Management and Public Administration (GIMPA) und gilt als ein führendes Mitglied der ehemaligen Regierungspartei National Democratic Congress (NDC).